# ديلا غوري
نادي ديلا غوري لكرة القدم (بالجورجية: საფეხბურთო კლუბი დილა გორი) نادي كرة قدم جورجي يلعب في الدوري الممتاز. تم تأسيس النادي في عام 1949.

## روابط خارجية
- FC Dila Gori